# Một Mình Giữa Biển Đêm
Một Mình Giữa Biển Đêm hay On the Beach at Night Alone (tiếng Hàn: 밤의 해변에서 혼자; Romaja: Bamui Haebyeoneseo Honja) là một bộ phim chính kịch Hàn Quốc năm 2017 do Hong Sang-soo viết kịch bản, sản xuất và đạo diễn. Phim được chọn để tranh giải Gấu vàng tại Liên hoan phim quốc tế Berlin lần thứ 67. Tại Berlin, nữ diễn viên Kim Min-hee đã giành giải Gấu Bạc Cho Nữ Diễn Viên Xuất Sắc Nhất.

## Cốt truyện
Phim kể về câu chuyện đau đớn và giày vò của một nữ diễn viên nổi tiếng khi vướng vào scandal ngoại tình với đạo diễn. Sau khi việc ngoại tình với bị lộ, Young Hee (Kim Min Hee) ra nước ngoài trú ẩn, cô tới thành phố Hamburg nước Đức xa xôi để tìm sự bình yên trong tâm hồn của mình, nhưng rồi nỗi đau vẫn cứ giày vò cô, cô liên tục hỏi chính mình về cảm xúc, mong muốn của bản thân dù ở bất cứ nơi đâu.

## Diễn viên
- Kim Min-hee vai Young-hee
- Seo Young-hwa vai Jee-young
- Kwon Hae-hyo vai Chun-woo
- Jung Jae-young vai Myung-soo
- Song Seon-mi vai Jun-hee
- Moon Sung-keun vai Sang-won
- Ahn Jae-hong vai Seung-hee
- Park Yea-ju vai Do-hee
- Gong Min-jeung vai Ma-ri

## Giải thưởng
| Năm  | Giải thưởng                                            | Hạng mục                                                    | Người nhận             | Kết quả   |
| ---- | ------------------------------------------------------ | ----------------------------------------------------------- | ---------------------- | --------- |
| 2017 | Liên hoan phim quốc tế Berlin lần thứ 67               | Nữ Diễn Viên Xuất Sắc Nhất                                  | Kim Min-hee            | Đoạt giải |
| 2017 | Liên hoan phim quốc tế Berlin lần thứ 67               | Gấu vàng                                                    | Hong Sang-soo          | Đề cử     |
| 2017 | Giải thưởng nghệ thuật Baeksang lần thứ 35             | Đạo diễn xuất sắc nhất                                      | Hong Sang-soo          | Đề cử     |
| 2017 | Liên hoan phim Jerusalem                               | Giải thưởng Tổ chức Gia đình Wilf cho Phim quốc tế hay nhất | Một Mình Giữa Biển Đêm | Đoạt giải |
| 2017 | Giải thưởng Hiệp hội phê bình phim Hàn Quốc lần thứ 37 | Mười phim hay nhất                                          | Một Mình Giữa Biển Đêm | Đoạt giải |
| 2017 | Giải thưởng điện ảnh Buil lần thứ 26                   | Nữ Diễn Viên Xuất Sắc Nhất                                  | Kim Min-hee            | Đề cử     |
| 2018 | Giải thưởng nghệ thuật phim Chunsa lần thứ 23          | Nữ Diễn Viên Xuất Sắc Nhất                                  | Kim Min-hee            | Đề cử     |